# Jugador del Año de la UEFA
El premio al Jugador del Año de la UEFA  (previamente el premio al Mejor Futbolista de Europa de la UEFA), fue un galardón de carácter anual, auspiciado por la «Unión de Asociaciones de Fútbol Europeas» (UEFA), en colaboración con la «European Sports Media» (ESM). El premio se entregaba desde 2011 y función era sustituir y a renovar el galardón de «Futbolista Europeo del Año», vigente entre 1998 y 2010.
Desde su instauración un total de diez futbolistas diferentes han sido galardonados. El último de ellos fue el noruego Erling Haaland, tras sus actuaciones con el Manchester City Football Club durante la temporada 2022-23.

## Clasificación y votos
El galardón reconocía al mejor jugador, independientemente de su nacionalidad, que juegue en un club europeo dentro del territorio de una federación miembro de la UEFA durante la temporada anterior. Para la edición inaugural del premio, los jugadores fueron juzgados por sus actuaciones durante la campaña 2010/11 en todas las competiciones internacionales a nivel de clubes y de selecciones.
El jurado estaba compuesto por 53 reconocidos periodistas deportivos en representación de cada una de las federaciones nacionales de la UEFA. Primero, cada periodista entrega una lista con sus tres principales candidatos ordenados de uno al tres, y el primero recibe cinco puntos, el segundo tres y el tercero un punto. Los tres jugadores con más puntos en total en la primera ronda de votación son seleccionados para una segunda votación.
Los periodistas votaban en directo, a través de un sistema electrónico, al mejor jugador de esa lista de tres, determinando de esta forma el ganador final. El premio fue presentado el 18 de julio de 2011 y la ceremonia de entrega del galardón 2010/11, tuvo lugar en Mónaco el 25 de agosto de 2011, durante el sorteo de la fase de grupos de la Liga de Campeones.

## Historial
| Año           | Posición           | Jugador                   | Club | Votos | (UEFA Europa League) | (UEFA Europa League)    | (UEFA Europa League) | (UEFA Europa League) | (UEFA Europa Conference League) | (UEFA Europa Conference League) | (UEFA Europa Conference League) | (UEFA Europa Conference League) |
| ------------- | ------------------ | ------------------------- | ---- | ----- | -------------------- | ----------------------- | -------------------- | -------------------- | ------------------------------- | ------------------------------- | ------------------------------- | ------------------------------- |
| 2011 Detalles |                    |                           |      |       |                      |                         |                      |                      |                                 |                                 |                                 |                                 |
| 1.ª           | Lionel Messi       | F. C. Barcelona           | 39   |       |                      |                         |                      |                      |                                 |                                 |                                 |                                 |
| 2.ª           | Xavi Hernández     | F. C. Barcelona           | 11   |       |                      |                         |                      |                      |                                 |                                 |                                 |                                 |
| 3.ª           | Cristiano Ronaldo  | Real Madrid C. F.         | 3    |       |                      |                         |                      |                      |                                 |                                 |                                 |                                 |
| 2012 Detalles |                    |                           |      |       |                      |                         |                      |                      |                                 |                                 |                                 |                                 |
| 1.ª           | Andrés Iniesta     | F. C. Barcelona           | 19   |       |                      |                         |                      |                      |                                 |                                 |                                 |                                 |
| 2.ª           | Cristiano Ronaldo  | Real Madrid C. F.         | 17   |       |                      |                         |                      |                      |                                 |                                 |                                 |                                 |
| 2.ª           | Lionel Messi       | F. C. Barcelona           | 17   |       |                      |                         |                      |                      |                                 |                                 |                                 |                                 |
| 2013 Detalles |                    |                           |      |       |                      |                         |                      |                      |                                 |                                 |                                 |                                 |
| 1.ª           | Franck Ribéry      | F. C. Bayern de Múnich    | 36   |       |                      |                         |                      |                      |                                 |                                 |                                 |                                 |
| 2.ª           | Lionel Messi       | F. C. Barcelona           | 14   |       |                      |                         |                      |                      |                                 |                                 |                                 |                                 |
| 3.ª           | Cristiano Ronaldo  | Real Madrid C. F.         | 3    |       |                      |                         |                      |                      |                                 |                                 |                                 |                                 |
| 2014 Detalles |                    |                           |      |       |                      |                         |                      |                      |                                 |                                 |                                 |                                 |
| 1.ª           | Cristiano Ronaldo  | Real Madrid C. F.         | 26   |       |                      |                         |                      |                      |                                 |                                 |                                 |                                 |
| 2.ª           | Manuel Neuer       | F. C. Bayern de Múnich    | 19   |       |                      |                         |                      |                      |                                 |                                 |                                 |                                 |
| 3.ª           | Arjen Robben       | F. C. Bayern de Múnich    | 9    |       |                      |                         |                      |                      |                                 |                                 |                                 |                                 |
| 2015 Detalles |                    |                           |      |       |                      |                         |                      |                      |                                 |                                 |                                 |                                 |
| 1.ª           | Lionel Messi       | F. C. Barcelona           | 49   |       |                      |                         |                      |                      |                                 |                                 |                                 |                                 |
| 2.ª           | Luis Suárez        | F. C. Barcelona           | 3    |       |                      |                         |                      |                      |                                 |                                 |                                 |                                 |
| 3.ª           | Cristiano Ronaldo  | Real Madrid C. F.         | 2    |       |                      |                         |                      |                      |                                 |                                 |                                 |                                 |
| 2016 Detalles |                    |                           |      |       |                      |                         |                      |                      |                                 |                                 |                                 |                                 |
| 1.ª           | Cristiano Ronaldo  | Real Madrid C. F.         | 40   |       |                      |                         |                      |                      |                                 |                                 |                                 |                                 |
| 2.ª           | Antoine Griezmann  | Atlético de Madrid        | 8    |       |                      |                         |                      |                      |                                 |                                 |                                 |                                 |
| 3.ª           | Gareth Bale        | Real Madrid C. F.         | 7    |       |                      |                         |                      |                      |                                 |                                 |                                 |                                 |
| 2017 Detalles |                    |                           |      |       |                      |                         |                      |                      |                                 |                                 |                                 |                                 |
| 1.ª           | Cristiano Ronaldo  | Real Madrid C. F.         | 482  | 1.ª   | Paul Pogba           | Manchester United F. C. | ?                    |                      |                                 |                                 |                                 |                                 |
| 2.ª           | Lionel Messi       | F. C. Barcelona           | 141  | 2.ª   | Zlatan Ibrahimović   | Manchester United F. C. | ?                    |                      |                                 |                                 |                                 |                                 |
| 3.ª           | Gianluigi Buffon   | Juventus F. C.            | 109  | 3.ª   | Henrij Mjitarián     | Manchester United F. C. | ?                    |                      |                                 |                                 |                                 |                                 |
| 2018 Detalles |                    |                           |      |       |                      |                         |                      |                      |                                 |                                 |                                 |                                 |
| 1.ª           | Luka Modrić        | Real Madrid C. F.         | 313  | 1.ª   | Antoine Griezmann    | Atlético de Madrid      | 388                  |                      |                                 |                                 |                                 |                                 |
| 2.ª           | Cristiano Ronaldo  | Real Madrid C. F.         | 223  | 2.ª   | Dimitri Payet        | Olympique de Marsella   | 103                  |                      |                                 |                                 |                                 |                                 |
| 3.ª           | Mohamed Salah      | Liverpool F. C.           | 134  | 3.ª   | Diego Godín          | Atlético de Madrid      | 84                   |                      |                                 |                                 |                                 |                                 |
| 2019 Detalles |                    |                           |      |       |                      |                         |                      |                      |                                 |                                 |                                 |                                 |
| 1.ª           | Virgil van Dijk    | Liverpool F. C.           | 305  | 1.ª   | Eden Hazard          | Chelsea F. C.           | 340                  |                      |                                 |                                 |                                 |                                 |
| 2.ª           | Lionel Messi       | F. C. Barcelona           | 207  | 2.ª   | Olivier Giroud       | Chelsea F. C.           | 119                  |                      |                                 |                                 |                                 |                                 |
| 3.ª           | Cristiano Ronaldo  | Juventus F. C.            | 74   | 3.ª   | Luka Jović           | Eintracht Frankfurt     | 94                   |                      |                                 |                                 |                                 |                                 |
| 2020 Detalles |                    |                           |      |       |                      |                         |                      |                      |                                 |                                 |                                 |                                 |
| 1.ª           | Robert Lewandowski | F. C. Bayern              | 477  | 1.ª   | Romelu Lukaku        | F. C. Internazionale    | 270                  |                      |                                 |                                 |                                 |                                 |
| 2.ª           | Kevin De Bruyne    | Manchester City F. C.     | 90   | 2.ª   | Bruno Fernandes      | Manchester United F. C. | 128                  |                      |                                 |                                 |                                 |                                 |
| 3.ª           | Manuel Neuer       | F. C. Bayern              | 66   | 3.ª   | Éver Banega          | Sevilla F. C.           | 118                  |                      |                                 |                                 |                                 |                                 |
| 2021 Detalles |                    |                           |      |       |                      |                         |                      |                      |                                 |                                 |                                 |                                 |
| 1.ª           | Jorginho Frello    | Chelsea F. C.             | 175  | 1.ª   | Gerard Moreno        | Villarreal C. F.        | 289                  |                      |                                 |                                 |                                 |                                 |
| 2.ª           | Kevin De Bruyne    | Manchester City F. C.     | 167  | 2.ª   | Bruno Fernandes      | Manchester United F. C. | 160                  |                      |                                 |                                 |                                 |                                 |
| 3.ª           | N'Golo Kanté       | Chelsea F. C.             | 160  | 3.ª   | Edinson Cavani       | Manchester United F. C. | 44                   |                      |                                 |                                 |                                 |                                 |
| 2022 Detalles |                    |                           |      |       |                      |                         |                      |                      |                                 |                                 |                                 |                                 |
| 1.ª           | Karim Benzema      | Real Madrid C. F.         | 523  | 1.ª   | Filip Kostić         | Eintracht Frankfurt     | [ 19 ]               | 1.ª                  | Lorenzo Pellegrini              | A. S. Roma                      | [ 20 ]                          |                                 |
| 2.ª           | Kevin De Bruyne    | Manchester City F. C.     | 122  | 2.ª   |                      |                         |                      | 2.ª                  |                                 |                                 |                                 |                                 |
| 3.ª           | Thibaut Courtois   | Real Madrid C. F.         | 118  | 3.ª   |                      |                         |                      | 3.ª                  |                                 |                                 |                                 |                                 |
| 2023 Detalles |                    |                           |      |       |                      |                         |                      |                      |                                 |                                 |                                 |                                 |
| 1.ª           | Erling Haaland     | Manchester City F. C.     | 352  | 1.ª   | Jesús Navas          | Sevilla F. C.           | [ 22 ]               | 1.ª                  | Declan Rice                     | West Ham United F. C.           | [ 23 ]                          |                                 |
| 2.ª           | Lionel Messi       | Paris Saint-Germain F. C. | 227  | 2.ª   |                      |                         |                      | 2.ª                  |                                 |                                 |                                 |                                 |
| 3.ª           | Kevin De Bruyne    | Manchester City F. C.     | 225  | 3.ª   |                      |                         |                      | 3.ª                  |                                 |                                 |                                 |                                 |

## Palmarés

### Individual
| Jugador            | Veces 1.º | Veces 2.º | Veces 3.º | Podios |
| ------------------ | --------- | --------- | --------- | ------ |
| Cristiano Ronaldo  | 3         | 2         | 4         | 9      |
| Lionel Messi       | 2         | 5         | –         | 7      |
| Andrés Iniesta     | 1         | –         | –         | 1      |
| Franck Ribéry      | 1         | –         | –         | 1      |
| Luka Modrić        | 1         | –         | –         | 1      |
| Virgil van Dijk    | 1         | –         | –         | 1      |
| Robert Lewandowski | 1         | –         | –         | 1      |
| Jorginho Frello    | 1         | –         | –         | 1      |
| Karim Benzema      | 1         | –         | –         | 1      |
| Erling Haaland     | 1         | –         | –         | 1      |
| Kevin De Bruyne    | –         | 3         | 1         | 4      |
| Manuel Neuer       | –         | 1         | 1         | 2      |
| Antoine Griezmann  | –         | 1         | –         | 1      |
| Luis Suárez        | –         | 1         | –         | 1      |
| Xavi Hernández     | –         | 1         | –         | 1      |
| Arjen Robben       | –         | –         | 1         | 1      |
| Gareth Bale        | –         | –         | 1         | 1      |
| Gianluigi Buffon   | –         | –         | 1         | 1      |
| Mohamed Salah      | –         | –         | 1         | 1      |
| N'Golo Kanté       | –         | –         | 1         | 1      |
| Thibaut Courtois   | –         | –         | 1         | 1      |

### Clubes
| Club                      | Veces 1.º | Veces 2.º | Veces 3.º | Podios |
| ------------------------- | --------- | --------- | --------- | ------ |
| Real Madrid               | 5         | 2         | 5         | 12     |
| F. C. Barcelona           | 3         | 5         | 1         | 9      |
| F. C. Bayern              | 2         | 1         | 2         | 5      |
| Manchester City F.C.      | 1         | 3         | 1         | 5      |
| Liverpool F. C.           | 1         | –         | 1         | 2      |
| Chelsea F.C.              | 1         | –         | 1         | 2      |
| Atlético de Madrid        | –         | 1         | –         | 1      |
| Paris Saint-Germain F. C. | –         | 1         | –         | 1      |
| Juventus F. C.            | –         | –         | 2         | 2      |

## Premios por demarcación
Tras sustituir el galardón a los antiguos Premios del Año de la UEFA, se restituyeron en 2017 los premios según la demarcación.
| Temporada | Selección  | Jugador          | Equipo            |
| --------- | ---------- | ---------------- | ----------------- |
| 2017      | Italia     | Gianluigi Buffon | Juventus F. C.    |
| 2018      | Costa Rica | Keylor Navas     | Real Madrid C. F. |
| 2019      | Brasil     | Alisson Becker   | Liverpool F. C.   |
| 2020      | Alemania   | Manuel Neuer     | F. C. Bayern      |
| 2021      | Senegal    | Édouard Mendy    | Chelsea F.C.      |

| Temporada | Selección    | Jugador         | Equipo               |
| --------- | ------------ | --------------- | -------------------- |
| 2017      | España       | Sergio Ramos    | Real Madrid C. F.    |
| 2018      | España       | Sergio Ramos    | Real Madrid C. F.    |
| 2019      | Países Bajos | Virgil van Dijk | Liverpool F. C.      |
| 2020      | Alemania     | Joshua Kimmich  | F. C. Bayern         |
| 2021      | Portugal     | Rúben Dias      | Manchester City F.C. |

| Temporada | Selección    | Jugador         | Equipo                |
| --------- | ------------ | --------------- | --------------------- |
| 2017      | Croacia      | Luka Modrić     | Real Madrid C. F.     |
| 2018      | Croacia      | Luka Modrić     | Real Madrid C. F.     |
| 2019      | Países Bajos | Frenkie de Jong | A. F. C. Ajax         |
| 2020      | Bélgica      | Kevin De Bruyne | Manchester City F. C. |
| 2021      | Francia      | N'Golo Kanté    | Chelsea F.C.          |

| Temporada | Selección | Jugador            | Equipo            |
| --------- | --------- | ------------------ | ----------------- |
| 2017      | Portugal  | Cristiano Ronaldo  | Real Madrid C. F. |
| 2018      | Portugal  | Cristiano Ronaldo  | Real Madrid C. F. |
| 2019      | Argentina | Lionel Messi       | F. C. Barcelona   |
| 2020      | Polonia   | Robert Lewandowski | F. C. Bayern      |
| 2021      | Noruega   | Erling Haaland     | B. V. Borussia    |

## Discontinuidad del premio
A fines de 2023, la UEFA anunció un acuerdo con el grupo Groupe Amaury, que preside medios franceses como el diario L'Equipe y la revista France Football, el ente organizador del Balón de Oro. Esta asociación absorbería los premios de la UEFA, que dejarían de ser entregados. Del mismo modo, transferiría sus secciones de mejor entrenador masculino y mejor entrenadora femenina a la gala del Balón de Oro como nuevas categorías de premios.